# 이와테 아사히 TV

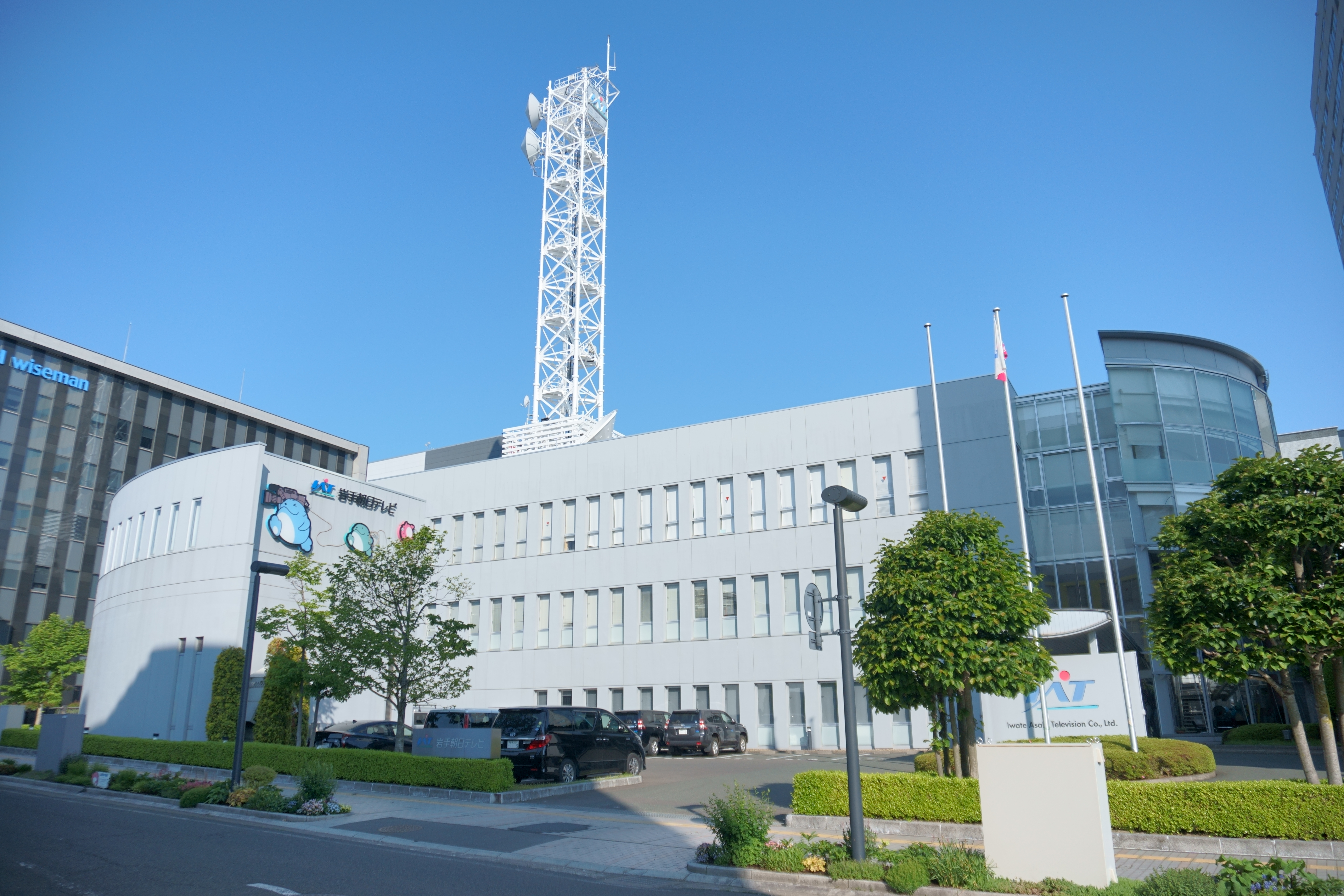
이와테 아사히 TV

이와테 아사히 TV는 1996년 10월 1일 이와테현에서 4번째이자 마지막으로 개국한 민영방송국으로 약칭은 IAT, 콜사인은 JOIY-DTV이다.

## 개요
- 이 방송국의 개국에 따라 도호쿠지역 6개현 전체에 아사히계열 방송국이 설치되었고 그와 동시에 ANN네트워크가 완성되었다.
- 버블경제 붕괴 후에 설립되었기 때문에, 초기 투자를 억제한 상태로 개국하게 되어 스튜디오는 필요한 만큼만 설치하였으며 지사·지국망이 적은데다 중계소도 특히 연안부에 있어 난시청 지역이 많은 상태로 개국을 해서 난시청지역이 많았으나 이 상황은 디지털 텔레비전 중계국을 설치하면서 해결되었다.

## 연혁
- 1995년 6월 19일: 표준 텔레비전 방송 예비 면허 교부(호출 부호 JOIY-TV).
- 1995년 7월 21일: 주식회사 이와테 아사히 TV 설립.
- 1996년 9월 24일: 서비스 방송을 개시.
- 1996년 10월 1일: 이와테현 4번째 민영 텔레비전 방송국으로서 방송 개시.
- 2005년 7월 29일: 지상파 디지털 텔레비전 방송의 면허를 신청.
- 2005년 11월 15일: 지상파 디지털 텔레비전 방송 예비 면허 교부(호출 부호 JOIY-DTV).
- 2006년 6월 6일: 지상파 디지털 텔레비전 방송의 시험 방송을 개시.
- 2006년 8월 18일: 지상파 디지털 텔레비전 데이터 방송시험 개시.
- 2006년 9월 25일: 지상파 디지털 텔레비전 방송의 본면허 교부.
- 2006년 10월 1일: 지상파 디지털 텔레비전 방송 개시. 동시에 개국 10주년을 맞이한다.
- 2012년 3월 31일: 지상파 아날로그 텔레비전 방송 종료.

## IAT 개국 전후의 움직임

### 개국전까지
이와테 현에서 ANN 계열 방송은 1969년 개국한 니혼TV 계열 방송국인 TV 이와테(이하 TVI)가 담당했으며 TVI에는 요미우리 신문, 아사히 신문이 자본을 투자해 자연스레 니혼TV 계열(요미우리신문 계열)과 TV아사히 계열(아사히신문계) 크로스 네트워크 방송국이 되었다.
TVI는 당시 프로그램 시청률이 좋았던 니혼TV로 편성의 비중을 옮겨 가게 되고 결국에는 아사히 신문의 자본을 남겨두고서 1980년에 TV아사히 계열을 탈퇴하면서 니혼TV의 완전 가맹국이 되었고 그 결과 그 당시 민영 방송국이 2~3개밖에 없었던 많은 지역에서 크로스 네트워크 방송국이 존재하고 있었지만 이와테 현에서는 크로스 네트워크 방송국이 소멸하게 되었다.
TVI는 그 후 TV아사히 계열의 프로그램을 한개씩 구입해 방송하게 되었지만 네트워크를 탈퇴한 영향이 있어서 방송하는 프로그램의 수는 더욱 격감해 ABC이 제작한 인기 시대극이나 애니메이션 프로그램 등만 방송했다.
그 결과, 현내에서 TV아사히 계열의 프로그램의 대부분은 도쿄 방송계열국인 이와테 방송(현 IBC 이와테 방송)이 방송하는 형태가 되어, 도라에몽, 슈퍼 전대 시리즈 등의 인기 프로그램이 IBC에서 방송되었다.
이렇게 아사히 계열 동시 방송 프로그램이 없었던 이와테 현의 방송국에서는 점차 아사히 계열 프로그램이 사라지게 되었다. 그러한 경향 가운데 90년대 와카노하나 붐으로 스모의 인기가 증가하자 TVI는 TV 아사히에서 제작한 스모 프로그램을 방송하게 되었고 이로 인해 여러 TV 아사히 프로그램도 방송되기 시작했다. 그와 동시에 마침내 이와테 현에 4번째 민영 텔레비전 방송국을 설치할 수 있게 되자 아사히 측은 IAT를 세울 준비를 시작한다.
이로 인해 IAT개국전 이와테 현에서는 또다시 일부 프로그램을 제외한 TV 아사히 계열 프로그램을 다시 볼 수 없게 되었다.

### 개국 후
1996년 10월 1일 개국하면서 IBC 이와테 방송과 TV 이와테에서 방송되어 온 TV 아사히 계열의 프로그램도 민간방송 교육협회 공동 제작 프로그램(IBC가 가맹)을 제외하면, 완전히 IAT로 이행되었고 TV 아사히 계열의 아침 와이드쇼 프로그램 모닝 쇼도 이와테현에서 방송이 재개되었다. 그리고 여름 고교야구 시합 중계권이 IAT로 이행되면서 이와테 현 시청자에게 엄청난 영향을 주게 되었다.
이와테 현에서는 인지도가 없었던 TV 아사히를 네트워크 중심 방송국으로 삼았기 때문에 불리한 점도 있었지만 동시방송 프로그램 시청률 상승, IAT 자체 제작 능력의 향상, 계열국의 서포트 등이 있어, 현재는 비교적 비용이 많이 드는 프로그램도 만들고 있다.

## 이와테현에 있는 다른 텔레비전·라디오 방송국
- NHK 모리오카 방송국
- TV 이와테(TVI)(니혼 TV 계열)
- IBC 이와테 방송(IBC)(TV는 도쿄 방송 계열, 라디오는 JRN&NRN계열)
- 이와테 멘코이 TV(mit)(후지 TV 계열)
- FM이와테(JFN 계열)